# Sugimura Jihei
Sugimura Jihei est un nom japonais traditionnel ; le nom de famille (ou le nom d'école), Sugimura, précède donc le prénom (ou le nom d'artiste).
Sugimura Jihei (杉村 治平), actif de 1681 à 1698 et généralement désigné sous le nom de Sugimura, ou parfois sous celui de Jihei, est un artiste japonais d'estampes (gravures sur bois) ukiyo-e, qui vécut au XVIIe siècle.

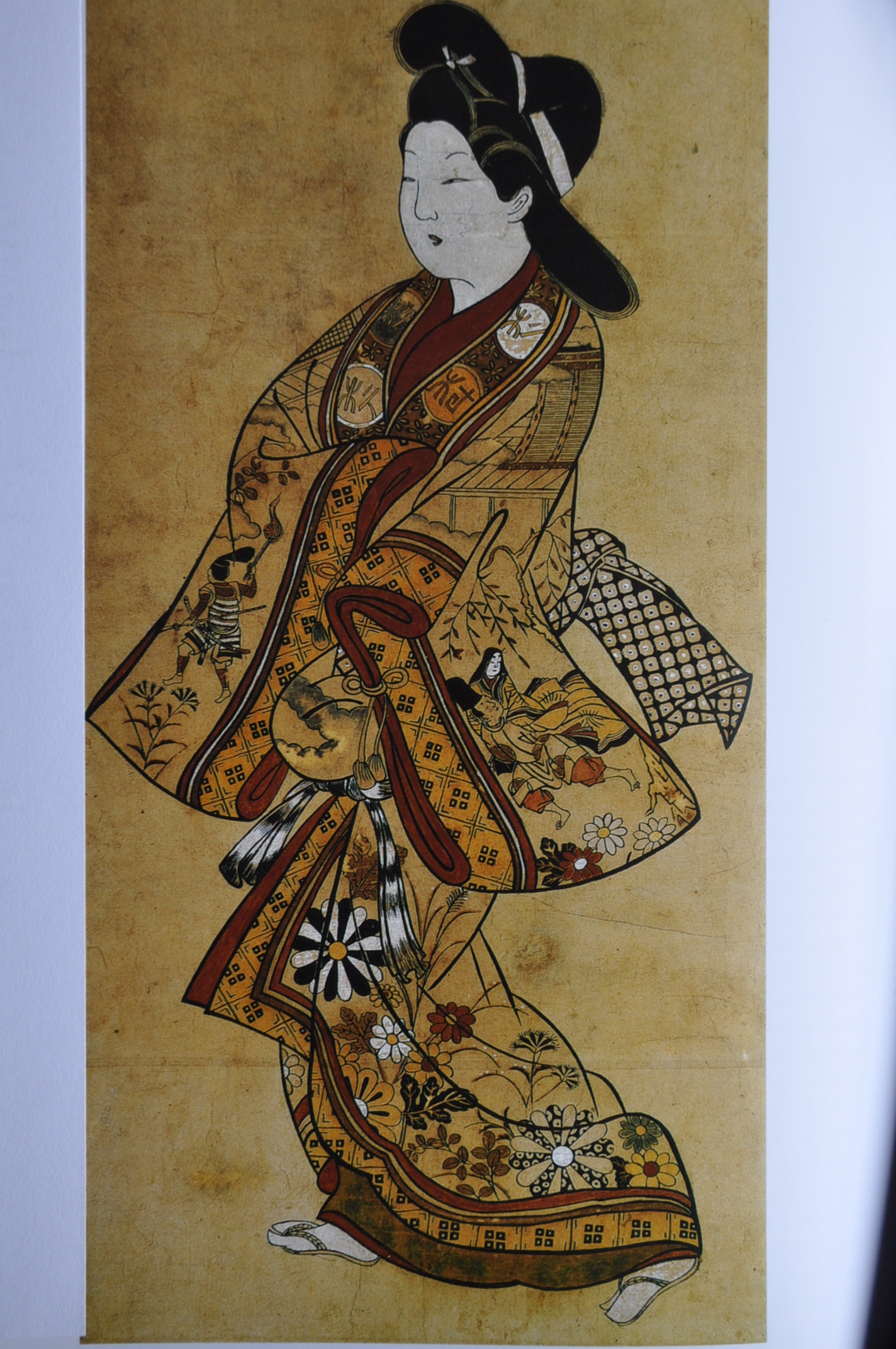
Sugimura Jihei, Grande bijin en promenade.

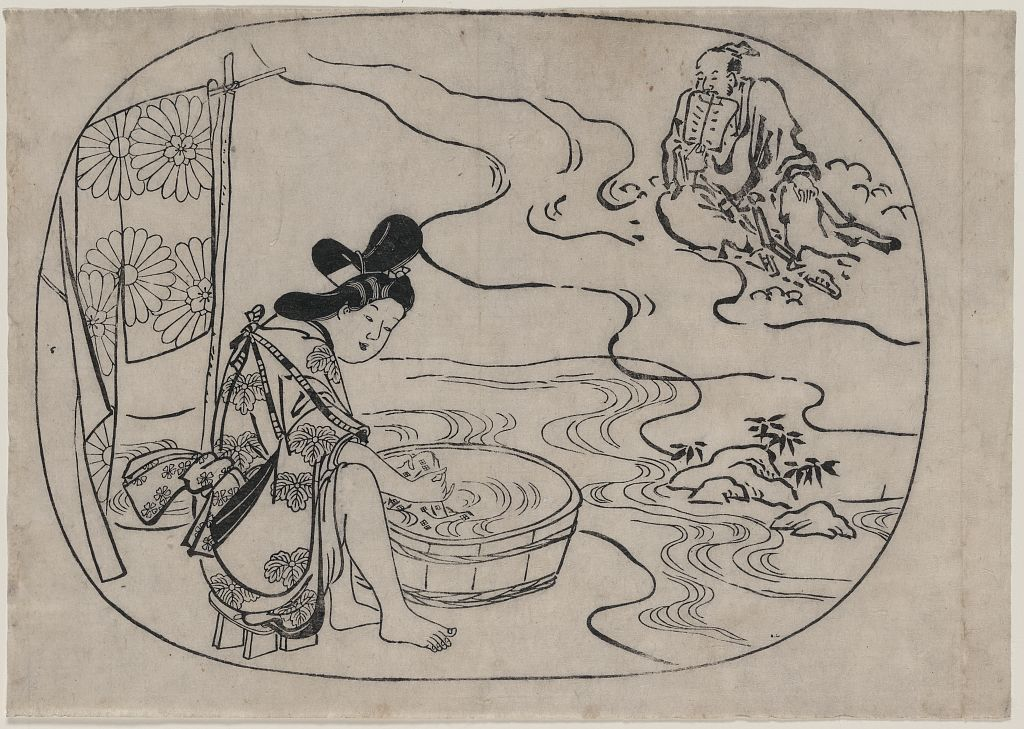
Le sage taoïste Kume observant une jeune femme

Il fut l'un des rivaux de Moronobu, sans pour autant égaler ce maître, considéré comme le fondateur de l'ukiyo-e.

## Biographie
Ce n'est qu'assez récemment que l'on connait mieux la personnalité artistique de Sugimura Jihei, grâce aux travaux de l'historien d'art Shibui Kiyoshi (1926).
On sait qu'il fut actif entre 1681 et 1698.
Jusqu'à ces travaux, certaines œuvres de Sugimura étaient fréquemment confondues avec celles de Moronobu.

## Style
Ses estampes, le plus souvent noires et blanches (sumi-zuri), sans couleur, ou rehaussées de couleurs apposées à la main (parfois de façon recherchée, avec utilisation de gofun), ressemblent fort à celles de Moronobu, au point qu'il peut être relativement difficile de les distinguer.
À la différence de presque tous les autres artistes de l'ukiyo-e, il signait la plupart de ses estampes séparées (ichimai-e) en incorporant sa signature (les deux caractères Sugi et Mura) aux dessins complexes des kimonos des femmes qu'il représentait.

## Œuvres
On trouve dans son œuvre de très nombreuses estampes à caractère érotique (shunga), qui formeraient les deux tiers de son œuvre.
Sugimura contribua par ailleurs à de nombreux livres illustrés, et réalisa également une cinquantaine d'estampes isolées, de grand format (kakemono-e, ou ō-ōban).

## Sources/références
- Richard Lane : "L'estampe japonaise", Editions Aimery Somogy - Paris (dépôt légal : 4e trimestre 1962)
- "Images du monde flottant, peintures et estampes japonaises XVIIe – XVIIIe siècles", (dépôt légal : Septembre 2004),  (ISBN 2-7118-4821-3)